# Amata (novads)
Amata (łot.: Amatas novads) – jeden z łotewskich novadsów, funkcjonujący w latach 2009–2021.

## Historia
Novads powstało na terenach należących przed 2009 do rejonu Kieś.
W skład novadsu wchodziło pięć pagastsów: Amata, Drabeši, Nītaure, Skujene, i Zaube. Jego stolicą została wieś Drabeši.
Zlikwidowany w ramach reformy administracyjnej 30 czerwca 2021. Wszedł w całości w skład nowego novadsu Kieś.